# Великопольские говоры

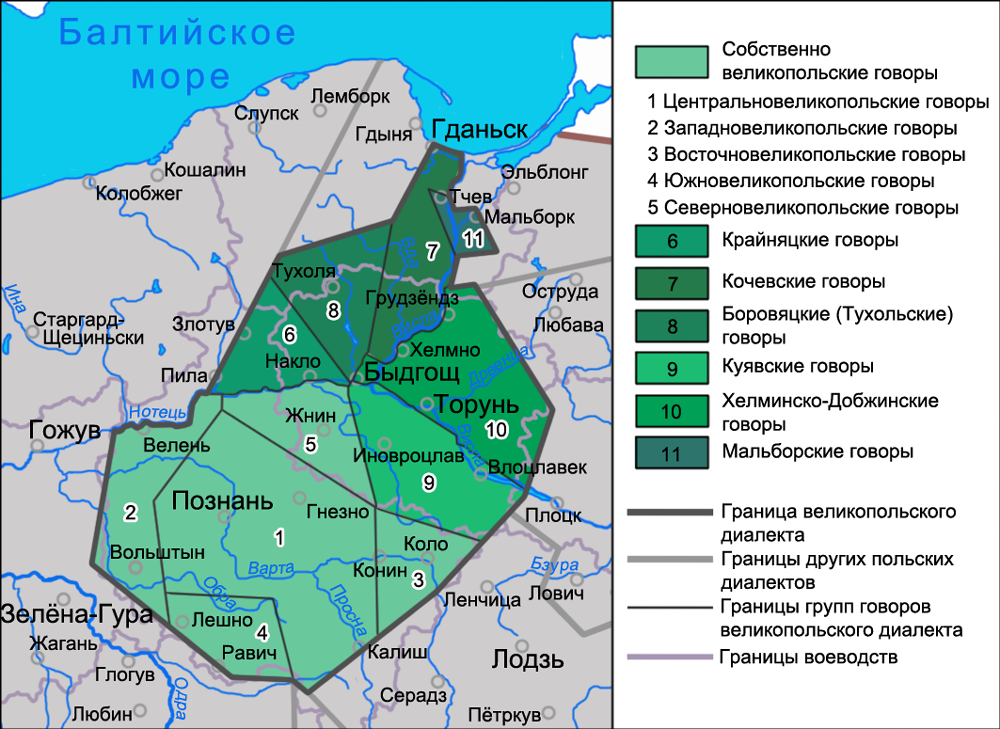
Собственно великопольские говоры на карте великопольскогоо диалекта

Великопо́льские го́воры (пол. gwary wielkopolskie) (собственно великопольские говоры) — говоры великопольского диалекта, распространённые в западной и центральной частях Польши на территории Великопольского воеводства.
Собственно великопольские говоры занимают юго-западную и центральную части ареала великопольского диалекта и включают западновеликопольские, центральновеликопольские, северновеликопольские, восточновеликопольские и южновеликопольские говоры. Они объединяются с остальными говорами великопольского диалекта такими чертами, как отсутствие мазурения и наличие звонкого типа сандхи, и отличаются от остальных говоров последовательным распространением в языковых системах собственно великопольских говоров западнопольских и отсутствием в них севернопольских диалектных черт.

## Вопросы классификации
Собственно великопольские говоры во всех классификациях польских диалектов относились к великопольскому диалектному ареалу. В одной из первых классификаций польских диалектов, составленной К. Ничем и представленной на карте, опубликованной в 1919 году, великопольский диалект включает в основном только великопольские говоры, лишь в северной части ареал диалекта захватывал бо́льшую часть территорий Крайны и Тухольских Боров. Северо-восточная часть великопольского диалекта в границах, принятых в современной польской диалектологии, была выделена в куявско-хелминско-кочевское наречие (пол. narzecze kujawsko-chełmińsko-kociewskie): кочевские, мальборские, хелминско-добжинские и куявские говоры. Мазуракающие периферийные говоры в окрестностях городов Равич и Бабимост на западе и на юге были включены в силезское наречие (пол. narzecze śląskie), а говоры между Калишем и Коло — в центральное наречие (пол. narzecze centralne). Особо были отмечены говоры в районе Познани, выделенные на карте как центральное великопольское наречие (пол. narzecze wielkopolskie centralne).
В классификации диалектов польского языка, представленной в работе К. Нича Wybór polskich tekstów gwarowych (1957), отдельно выделяются собственно великопольские говоры, включающие следующие диалектные регионы:
- Калиш (пол. kaliskie);
- Юг (пол. południe);
- Запад (пол. zachód);
- Изначальное польско-лужицкое пограничье (пол. pierwotne pogranicze polsko-łużyckie);
- Центр (пол. centrum);
- Северо-восточный диалект (пол. dialekt północno-wschodni);
- Пограничье с Куявами (пол. pogranicze Kujaw);
- Экспансия в Поморье (Крайна и Боры Тухольские) (пол. ekspansja na Pomorze (Krajna i Bory Tucholskie).

Крайняцкие и боровяцкие говоры К. Нич характеризовал как говоры переходного типа от великопольского к кашубскому, также с собственно великопольскими он сближал куявские говоры. С. Урбанчик называл куявские говоры «диалектом великопольского типа».
Ареал собственно великопольских говоров на карте С. Урбанчика в целом совпадает с границами говоров на карте К. Нича. Исключение составляют говоры Крайны и Тухольских Боров, которые у С. Урбанчика отмечены от собственно великопольских отдельно. Несколько отличаются состав и границы великопольских групп говоров. С. Урбанчик не выделяет отдельно говоры с лужицким субстратом, калишские говоры включает в состав центральновеликопольских, ареал северновеликопольских говоров расширяет в западном направлении. К великопольским С. Урбанчик отнёс следующие диалектные регионы:
- Южная Великопольша (пол. Wielkopolska południowa) — южновеликопольские говоры;
- Западная Великопольша (пол. Wielkopolska zachodnia) — западновеликопольские говоры;
- Центральная Великопольша (пол. Wielkopolska środkowa) — центральновеликопольские говоры;
- Северная Великопольша (пол. Wielkopolska północna) — северновеликопольские говоры;
- Восточная Великопольша (пол. Wielkopolska wschodnia) — восточновеликопольские говоры.

В «Энциклопедии польского языка» (Encyklopedia języka polskiego, 1991) Мариан Куцала (Marian Kucała) разделил ареал собственно великопольских говоров на четыре диалектных группы:
- Центральная Великопольша (пол. Wielkopolska środkowa) — в среднем течении Варты);
- Южная Великопольша (пол. Wielkopolska południowa) — к югу от северной границы Калишского, Острувского, Кротошинского, Гостыньского и Лешненского повятов;
- Западная Великопольша (пол. Wielkopolska zachodnia) — к западу от Вольштына, Новы-Томысля и Пнев);
- Северная Великопольша (пол. Wielkopolska północna) — к северу от Медзыхуда и Гнезна;

В третьем томе «Атласа языка и народной культуры Великой Польши» (Atlas języka i kultury ludowej Wielkopolski, 1967) Моника Грухманова (Monika Gruchmanowa) включает в собственно великопольский диалектный ареал также говоры Крайны:
- Центральный диалект (пол. Dialekt centralny);
- Район Калиша (пол. Kaliskie);
- Южный диалект (пол. Dialekt południowy);
- Западный диалект с польско-лужицким пограничьем (пол. Dialekt zachodni oraz pogranicze polsko- łużyckie);
- Крайна (пол. Krajna);
- Северо-восточный диалект (пол. Dialekt północno-wschodni);
- Пограничье с Куявами (пол. Pogranicze Kujaw).

Классификация Зенона Соберайского (Zenon Sobierajski) в целом сходна с классификацией, предложенной С. Урбанчиком. З. Соберайский также выделил в собственно великопольских говорах пять групп, при этом проведя границы между группами по-другому.

## Область распространения
Ареал собственно великопольских говоров почти полностью занимает территорию Великопольского воеводства, исключая некоторые районы на северо-западе — на границе с Западно-Поморским воеводством и на юго-востоке — на границе с Лодзинским воеводством. Кроме того часть великопольских говоров размещена в юго-западных районах Куявско-Поморского воеводства.
Размещаясь в юго-западной и центральной частях ареала великопольского диалекта, собственно великопольские говоры на севере граничат с крайняцкими и на северо-востоке с куявскими говорами. С юго-востока к великопольским примыкают серадзкие и ленчицкие говоры малопольского диалекта. На крайнем юге великопольские говоры на незначительном участке соседствуют с говорами силезского диалекта. В районах, граничащих с ареалом великопольских говоров на северо-западе, западе и юго-западе, первоначально были распространены западнославянские диалекты, в средневековье в ходе германской колонизации их вытеснили диалекты немецкого языка. После Второй мировой войны область распространения немецкого языка сменилась новыми смешанными польскими диалектами.

## Особенности говоров
В собственно великопольских говорах представлены типичные западнопольские и южнопольские диалектные особенности.
В целом для собственно великопольских говоров характерны следующие диалектные черты:

### Фонетика
1. Дифтонгическое произношение континуантов гласных ā, ō, ŏ, а также в позиции на конце слова гласного y[15]. Данная особенность отсутствует в говорах других великопольских групп, в частности в куявских, хелминско-добжинских и мальборских. В ареалах, непосредственно примыкающих к ареалу собственно великопольских говоров, — в Крайне, в части Тухольских Боров и в северной Силезии отмечается дифтонгическое произношение континуантов древнепольских долгих гласных[16], также дифтонги характерны для кашубского языка[17]. Для континуанта древнепольского гласного ē отмечается монофтонгическое произношение.
  - На месте ā фиксируются в разных говорах ou̯, ou̯, ou, åu: ptou̯k (польск. литер. ptak «птица»), du̯obrou̯ (литер. dobra «хорошая»), douu̯ (литер. dał «дал»), tråuwa (литер. trawa «трава») и т. п.[18][19]
  - Континуант долгого ō произносится как u̯ye, u̯y или ů: gu̯yera (литер. góra «гора»), vu̯ys (литер. wóz «воз»), zaniůz (литер. zaniósł «(он) занёс») и т. п.[16][20]
  - На месте y на конце слова произносится yi̯: ftedyi̯ (литер. wtedy «тогда»), tyi̯ (литер. ty «ты») и т. п. Дифтонгизация y встречается также и в середине слова: ryi̯ba (литер. ryba «рыба»), żyi̯tu̯o (литер. żyto «рожь»)[21][22][23].
  - На месте континуанта ē представлен монофтонг y, e: duobrygo (литер. dobrego «хорошего»); при этом y < ē фиксируется как после твёрдого, так и после мягкого согласного: b’yda (литер. bieda «бедность»), bżyk (литер. brzeg «берег») и т. п.[24]
  - На месте краткого ŏ представлены u̯o, u̯o, u̯e: ku̯osa (литер. kosa «коса»), u̯oku̯o (литер. oko «глаз»), u̯e (литер. o «о (предлог)») и т. п.[25]
2. Узкое произношение континуантов древнепольских носовых в собственно великопольских говорах.
3. Переход eł в ał, и аналогично ā переход e в дифтонг ou̯.
4. Различение y и i в собственно великопольских говорах и неразличение y и i в говорах северо-восточной части великопольского диалекта, ареал которого продолжается на восток, охватывая территорию мазовецкого диалекта.
5. Переход eł в ał, и аналогично ā переход e в дифтонг ou̯.
6. Различение y и i.

### Морфология
1. Наличие в 1-м лице мн. числа индикатива и императива глаголов флексии -my.
2. Форма dwa, употребляющаяся во всех родах.
3. Распространение морфонологического типа śal’i.